# فاغن إيكمان
فاغن والفريد إيكمان (بالسويدية: Vagn Walfrid Ekman)‏ مواليد (3 مايو 1874 في ستوكهولم - الوفاة 9 مارس 1954)، كان عالم علم المحيطات سويدي.

## روابط خارجية
- فاغن إيكمان على موقع الموسوعة البريطانية (الإنجليزية)